# Henny Schermann
Pour les articles homonymes, voir Scherman.
Henny Schermann (Francfort-sur-le-Main, 19 février 1912 Bernbourg, 30 mai 1942) était une lesbienne juive allemande, déportée et assassinée dans un camp de concentration nazi durant la Shoah.

## Biographie
Henny Schermann était la première des trois filles d'un couple juif ; le père était un émigrant russe, la mère allemande. Après la prise du pouvoir par le parti nazi en 1933, tous les femmes juives sont contraintes, par un décret, d'ajouter Sara comme deuxième prénom, comme une marque diffamatoire d'appartenance à la prétendue « race » juive. Malgré cela, Schermann, qui travaille comme assistante dans un commerce, refuse d'utiliser le deuxième prénom et continue à fréquenter les locaux homosexuels illégaux de Francfort. 
En mars 1940, Schermann est arrêtée et internée au camp de concentration pour femmes de Ravensbrück, où, au dos de sa photo, le médecin eugéniste Friedrich Mennecke (de) inscrit, : 

« Jenny Sara Schermann, née le 19 février 1912 à Francfort sur le Main. Vendeuse célibataire à Francfort sur le Main. Lesbienne licencieuse, ne fréquente que les bars [homosexuels]. A refusé le prénom 'Sara'. Juive apatride »

Après deux ans passés au camp de concentration, Schermann est envoyée à l'hôpital psychiatrique de Bernbourg, près de Magdebourg, spécialisée dans l'élimination des éléments « asociaux » où elle est assassinée dans une chambre à gaz en 1942. 
Henny Schermann est sans aucun doute assassinée parce qu'elle est juive, mais les données sur la photo d'identité, l'intérêt direct du médecin eugéniste du camp de Ravensbrück et l'envoi à l'hôpital psychiatrique de Bernbourg, montrent comment les autorités ont poursuivi une répression ciblée sur l'homosexualité féminine, coupable, selon l'idéologie nazie, d'abaisser le taux de natalité du Reich et d'affaiblir la « race des maîtres ».